# Cicia tricolor
Cicia tricolor är en fjärilsart som beskrevs av Eugène Louis Bouvier 1923. Cicia tricolor ingår i släktet Cicia och familjen påfågelsspinnare. Inga underarter finns listade i Catalogue of Life.